# Łódź Zoologiske have
Łódź Zoologiske have (polsk Miejski Ogród Zoologiczny w Łodzi) er en af 11 zoologiske haver i Polen.
Den er med sine 16,4 hektar den ottendestørste zoo i landet, og den femtestørste med hensyn til dyrebestand (3500 dyr fordelt på 344 arter).
Haven ligger på området som begrænses af Krzemieniecka- og Konstantynowska-gaden.